# NGC 6459
NGC 6459 é uma galáxia espiral (S?) localizada na direcção da constelação de Draco. Possui uma declinação de +55° 46' 37" e uma ascensão recta de 17 horas, 45 minutos e 47,1 segundos.
A galáxia NGC 6459 foi descoberta em 19 de Abril de 1885 por Lewis A. Swift.